# Amblypodia grynea
Amblypodia grynea är en fjärilsart som beskrevs av William Chapman Hewitson 1878. Amblypodia grynea ingår i släktet Amblypodia och familjen juvelvingar. Inga underarter finns listade i Catalogue of Life.